# Ingeniero Thompson
Ingeniero Thompson (también llamada Pedro M. Moreno) es una localidad del partido de Tres Lomas, en la provincia de Buenos Aires, Argentina. 

## Población
Cuenta con 150 habitantes (Indec, 2010), lo que representa un descenso del 5% frente a los 159 habitantes (Indec, 2001) del censo anterior.
| Gráfica de evolución demográfica de Ingeniero Thompson entre 1991 y 2010 |
|                                                                          |
| Fuente: Censos nacionales del INDEC                                      |